# Calipan
Calipan (en náhuatl: Casa en Alto) es el nombre original de un pueblo que pertenece al municipio de Coxcatlán, nombre azteca formado de "cuzcatl", sarta de joyas, piedras o gargantilla de cuentas; "talán" cerca, junto (lugar); Cozca-tlán, quiere decir: "Lugar de quienes usan collares o gargantillas. Se encuentra ubicado en el Estado de Puebla, México, ubicado a 32 km de la ciudad de Tehuacán y 160 km de la capital de este estado. 

## Historia
Según los escritos denominados Relación de Coxcatlán, aproximadamente en 1814 en lo que hoy es Calipan, fue fundada por españoles la hacienda del Arriego, esta zona estaba habitada por aquel entonces por un grupo étnico de la raza popoloca, dedicado especialmente al cultivo del maíz. Esta hacienda se dedicó al cultivo de la caña de azúcar como actividad fundamental y a la transformación de esta en panela, por medio de un trapiche movido por presión a vapor.
En 1908, se estableció en esta zona una hacienda propiedad de los señores Faguaga siendo su administrador el Sr. Don Severino Carrera Peña. Esta hacienda se dedicaba al cultivo de caña de azúcar primordialmente, que se transformaba en panela y aguardiente en un trapiche. En 1909 el gobernador del estado Mucio Martínez, haciendo uso de su influencia y del poder que detentaba, se apoderó de esta hacienda.

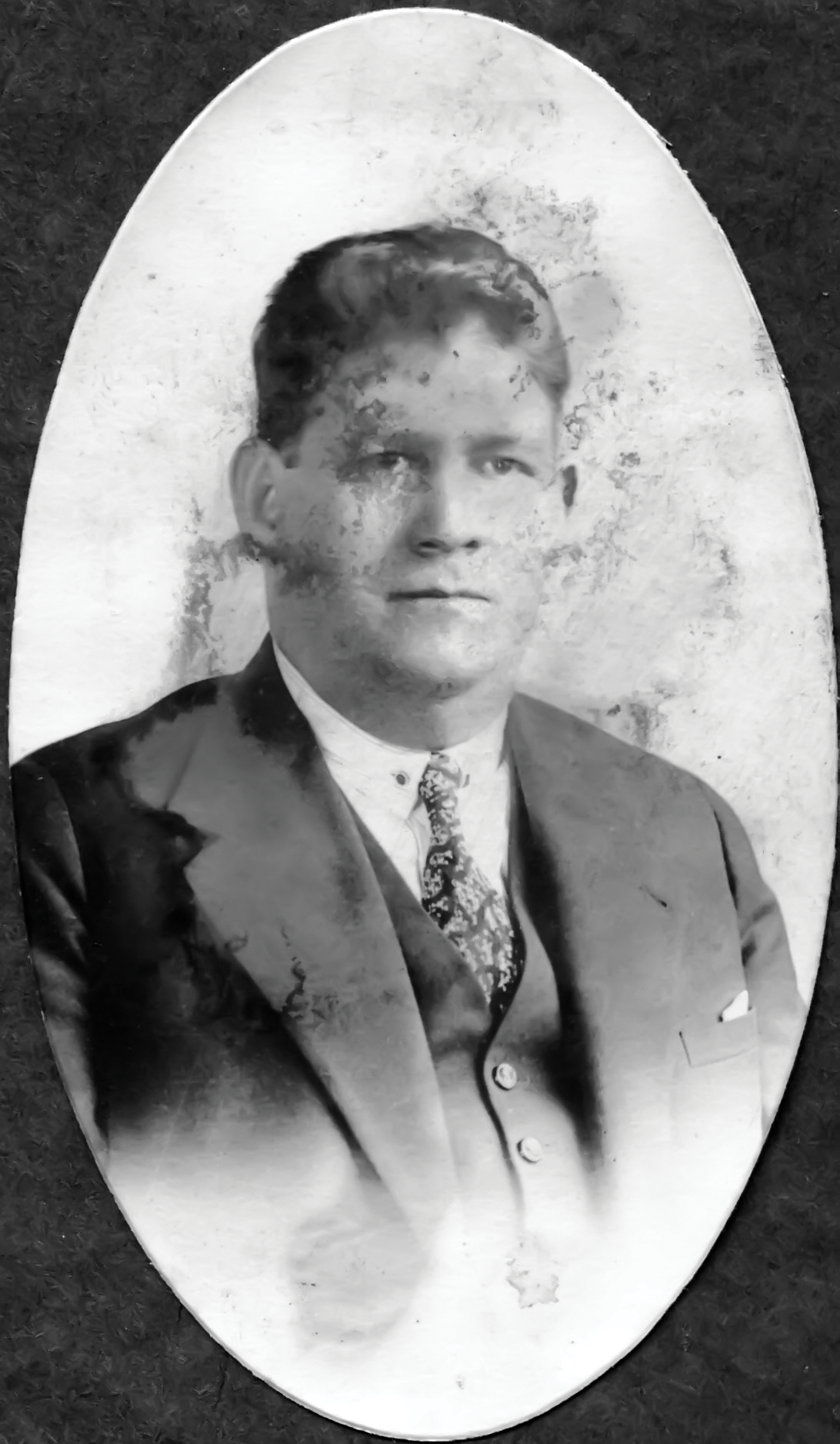
Don Severino Carrera Peña, Administrador del Ingenio Calipan

El movimiento revolucionario que se inicia propiamente en este estado y que se extiende a todo el país en 1910 tiene repercusión en esta región: Obreros y campesinos ante la situación de explotación a la que estaban sometidos, despertaron de su marasmo y despertó su conciencia de clase organizándose para luchar por sus derechos. Surgen caudillos y líderes que encabezan esta causa, como Donato Bravo Izquierdo y Alberto De la Vega en Coxcatlán. Su participación fue decisiva para acabar con este sistema de haciendas.
El 20 de noviembre de 1913, las fuerzas armadas comandadas por Melesio Cabanzo saquean la hacienda de Calipan y en 1917 desaparece definitivamente como tal con la clausura de la tienda de raya. En ese mismo año, los señores Mestre Ghigliazza compran la propiedad que corresponde a la hacienda. En 1921, los nuevos dueños inician un proceso de industrialización con maquinaria nueva con lo que se inicia la producción de azúcar en maqueta.
La comunidad adquiere la categoría de Junta Auxiliar del Municipio de Coxcatlán en el año de 1938, constituida en ese entonces por viviendas dispersas y ubicadas sobre un terreno llano.
El crecimiento de la industria representa una gran fuente de trabajo para esa época, lo que origina una inmigración masiva de gente de las comunidades aledañas como Ajalpan, Zinacatepec y Coxcatlán, provocando un crecimiento acelerado del pueblo.
El año 2007 fue crucial para la gran mayoría de los habitantes de la comunidad, principalmente para los que dependen directamente del ingenio, ya que hubo fuertes movilizaciones debido a conflictos entre los productores de caña con la empresa, por los cuales se manejó el posible cierre definitivo de la misma, con las serias consecuencias que esto conlleva para la economía de la región. Sin embargo después de varios convenios se pudo iniciar la zafra 2008, en la que se produciría azúcar orgánica para exportación. Siendo este el primer ingenio de la República Mexicana acreditado para producir tal insumo. Cabe mencionar que la mayoría de las parcelas fueron certificadas como aptas para producir caña orgánica.
Los problemas de los campesinos con el ingenio continuaron, sobre todo debido a la falta de liquidez de la empresa lo que hace que los campesinos no reciban a tiempo la liquidación por el producto vendido. Esto ha orillado a algunos productores de caña a enviar su producto al ingenio San Nicolás en el Estado de Veracruz, para la zafra 2009-2010.
En el año 2018, se apertura un segundo ingenio azucarero en los límites territoriales de la comunidad llamado "Energética de Vigo" localmente llamado "la alcoholera", con esto, se crearon nuevos empleos en la región, siendo beneficiada principalmente gente de la localidad, por su experiencia en el ingenio azucarero de la población, así como personas de la comunidad aledaña de San José Axusco.

## Población
La comunidad se divide en 11 colonias: Carmen Serdan, Centro, Deportiva (conocida como el Zacatal), Donato Bravo Izquierdo (conocida como La Nopalera), Emiliano Zapata, La Mariquilla, Lomas del paraíso, Río de los mangos, Obrera, Cerro Blanco y Campo de las Doncellas.

## Geografía física
La comunidad de Calípan se ubica en el km. 32 de la carretera Tehuacán-Teotitlán, en el municipio de Coxcatlán, al sureste del Estado de Puebla. Limita al NO con la comunidad de Zinacatepec; al SO con la población de Axusco (San José Miahuatlán) y al SE con la cabecera municipal.
La población cuya extensión territorial es aproximadamente 49 km², se encuentra enclavada en un valle delimitado por pequeñas elevaciones montañosas, entre el valle de Tehuacán y la Sierra Negra, en las faldas de Sierra madre Oriental.

## Política

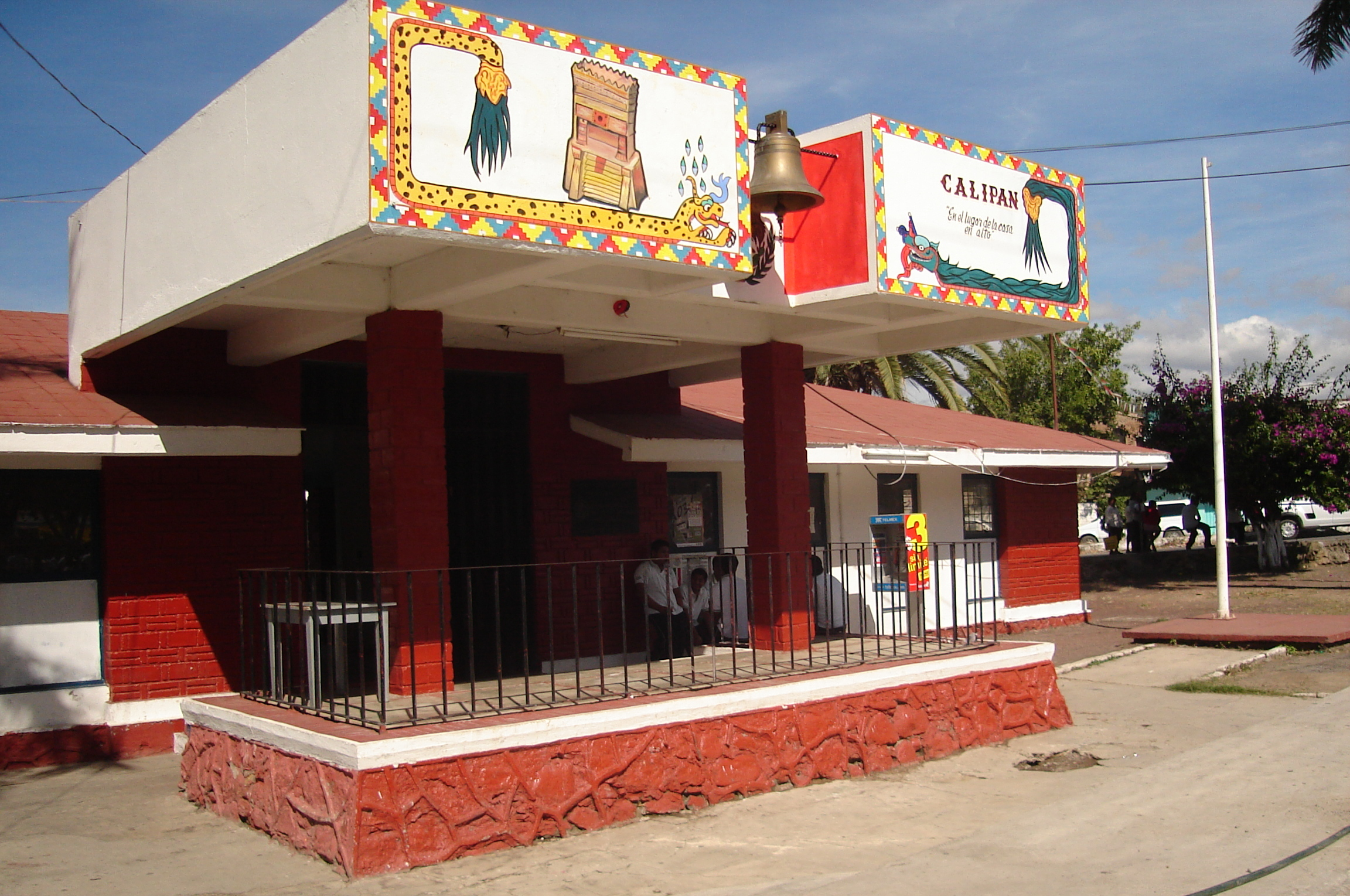

Es muy notoria la presencia de tres tipos de autoridades en el pueblo: las civiles, las sindicales y las campesinas.
La autoridad civil se encuentra representada por el presidente auxiliar municipal (quien es elegido cada tres años) y el cabildo formado por cuatro regidores (Gobernación, Hacienda, Obras públicas y Educación).
La autoridad sindical se encuentra representada por el Secretario General del Sindicato de Obreros del ingenio.
La autoridad campesina se encuentra representada por el presidente del Comisariado Ejidal.

## Economía
El motor de la economía del pueblo es el ingenio azucarero denominado "Calipam", el cual produce azúcar estándar; esta fábrica funciona desde 1910, siendo un motor a nivel regional por la importancia que representa para los productores de caña de azúcar, de diferentes municipios circunvecinos de la localidad.
En el año 2018, se apertura un segundo ingenio azucarero con razón social "Energética de Vigo", el cual crea nuevos empleos para la región, siendo principalmente beneficiados trabajadores de la localidad de Calipan.

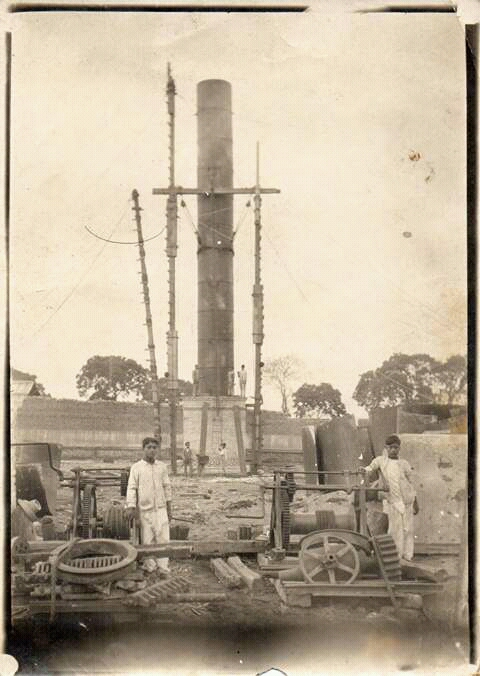
Construyendo el chacuaco

La localidad, cuenta con un alto número de profesionistas, siendo referente principal en el municipio, contando con un gran número de profesores y enfermeros.
Actualmente se cuenta con consultorios médicos, consultorios dentales, consultorio de fisioterapia, laboratorio clínico.

### Agricultura
Se siembra caña de azúcar, aunque en algunas parcelas también se siembra maíz y frijol.
El sistema de suministro de agua pertenece al pueblo pero a quien le llega permanentemente es al ingenio. El agua proviene de la sierra, su nacimiento o congregación de otros causes se ubica entre las rancherías de Ocotlamanic y Xacalco, cabe recordar que el agua es necesaria para producir el producto de la localidad.
En la zona se encuentran los siguientes frutos: caña, mango, chicozapote, guaje, tamarindo, naranja, lima, limón, guanábana, obo, naranja marta, maracuyá, café, tetechas (fruto del cactus), cacallas o rabo de león (fruto de cierta especie de maguey), etc.

### Ganadería
Se cría ganado porcino y vacuno a escala doméstica, y caprino de pastoreo.

### Industria
Debido a la escasez de agua potable y de uso doméstico, en últimos años ha florecido la industria del agua, existiendo en la actualidad cuatro plantas purificadoras de agua. También existen particulares que venden agua para uso doméstico en general.
Las plantas purificadoras son: La Samaritana, El Fortín, Gota Real y Agua Robles.

## Patrimonio
Recientes exploraciones clandestinas (2008) en un lugar conocido como cerro colorado (muy cerca de Calípam) dieron con pinturas rupestres.Después el INAH publicó que: "se trata de pinturas murales posiblemente creadas entre los años 1350 y 1400 a. C. Los motivos expuestos aluden a figuras zoomorfas en las que se combinan los atributos de diferentes animales, uno tiene extremidades de rana, otro muestra una cola enredada, tal vez de mono, mientras que otro se identifica como un jaguar por las manchas en su cuerpo”. El INAH señaló que por el estilo de la pintura y los fragmentos de materiales cerámicos asociados que se encontraron en el sitio, esta obra prehispánica está relacionada con grupos popolocas que se asentaron en el sur de Puebla, y que tuvieron una filiación cultural con pueblos mixtecos-zapotecos del norte de Oaxaca. Actualmente (2019) el lugar se encuentra abandonado y en deplorables condiciones.

## Gastronomía
Son típicos de este lugar la barbacoa de chivo o borrego, las carnitas de cerdo y otros platillos de temporada como las tetechas en tezmole o en vinagre, el mole de camarón seco (en Cuaresma), el mole poblano con tamales de frijol, los tamales (de mole, de salsa verde y roja, y de dulce), las cacallas o rabo de león, los gusanos tecuahuiles y pochocuiles; y las chicatanas (hormigas muy grandes y con alas).
También se come el conejo, la paloma y raramente el tejón, la iguana o tilcampo, el armadillo y la víbora.

## Religión
En esta comunidad conviven varias religiones siendo la católica la de mayor arraigo, seguida por la evangélica. En los últimos años han aparecido otras agrupaciones de culto como: protestantes, pentecosteses, testigos de Jehová y la Iglesia de los Santos de los Últimos Días, conocida como "mormones".
También a un pastor llamado Luis Miguel carrera hebreo más conocido como “yiyo falso profeta" fundador de un anexo que ayuda alas personas que andan por mal camino el le predica la palabra del señor 
```
 Psdt: después el anexo cerró
```

## Cultura
El principal festejo de este lugar es en honor al santo patrón San Francisco Javier, el cual tiene lugar el día 3 de diciembre. El día previo conocido como "las vísperas", en la noche se celebra una Misa oficiada por el Sr Obispo, en la que hay bautizos. Este día se reúnen en el parque gente de toda filiación religiosa para disfrutar de los juegos mecánicos así como de la quema de fuegos artificiales. El día 3 por la mañana se celebra una misa en la que se realizan confirmaciones.
Otro festejo que se ha hecho popular en últimos años es el mal llamado "Carnaval de Calípan" el cual es organizado por jóvenes entusiastas de la población con aportaciones voluntarias de los ciudadanos. Este festejo, que se celebra en el mes de mayo, incluye eventos artísticos y culmina con un magno desfile donde participan escuelas de la región y comparsas formadas por adolescentes del pueblo que ataviados con vistosos disfraces bailan la música popular del momento, en coloridos carros
.

## Deportes
Se practica primordialmente el fútbol, existiendo en el pueblo una Liga en la que se encuentran afiliados equipos locales y equipos de otras comunidades como: Coxcatlán, Zinacatepec, Tilapa, Teotitlán y San Juan Los Cues.
En menor proporción se practica el Béisbol, aunque se cuenta con un parque deportivo construido para este deporte: el "Beto Ávila". Este inmueble pertenece al Sindicato de Obreros del lugar, construido en aquellos tiempos de gloria para este deporte en Calipan. Hoy día existen tres equipos juveniles que participan en alguna liga regional.
También hay en el pueblo una liga municipal de Baloncesto donde además de los equipos locales también participan equipos de Coxcatlán, Zinacatepec y Ajalpan.
con un jugador en la selección poblana y jugador semiprofesional Vicente Rosas Gómez campeón 14 veces en la liga local y de primera fuerza; y con otro partícipe de la categoría juvenil, prodigio de este deporte, ligado al club de baloncesto "pochos" el cual ha sido llamado en diferentes ocasiones el próximo Lebron James, el joven, Axel "peque" Olivares Sánchez.